# Matzleinsdorfer Hochhaus

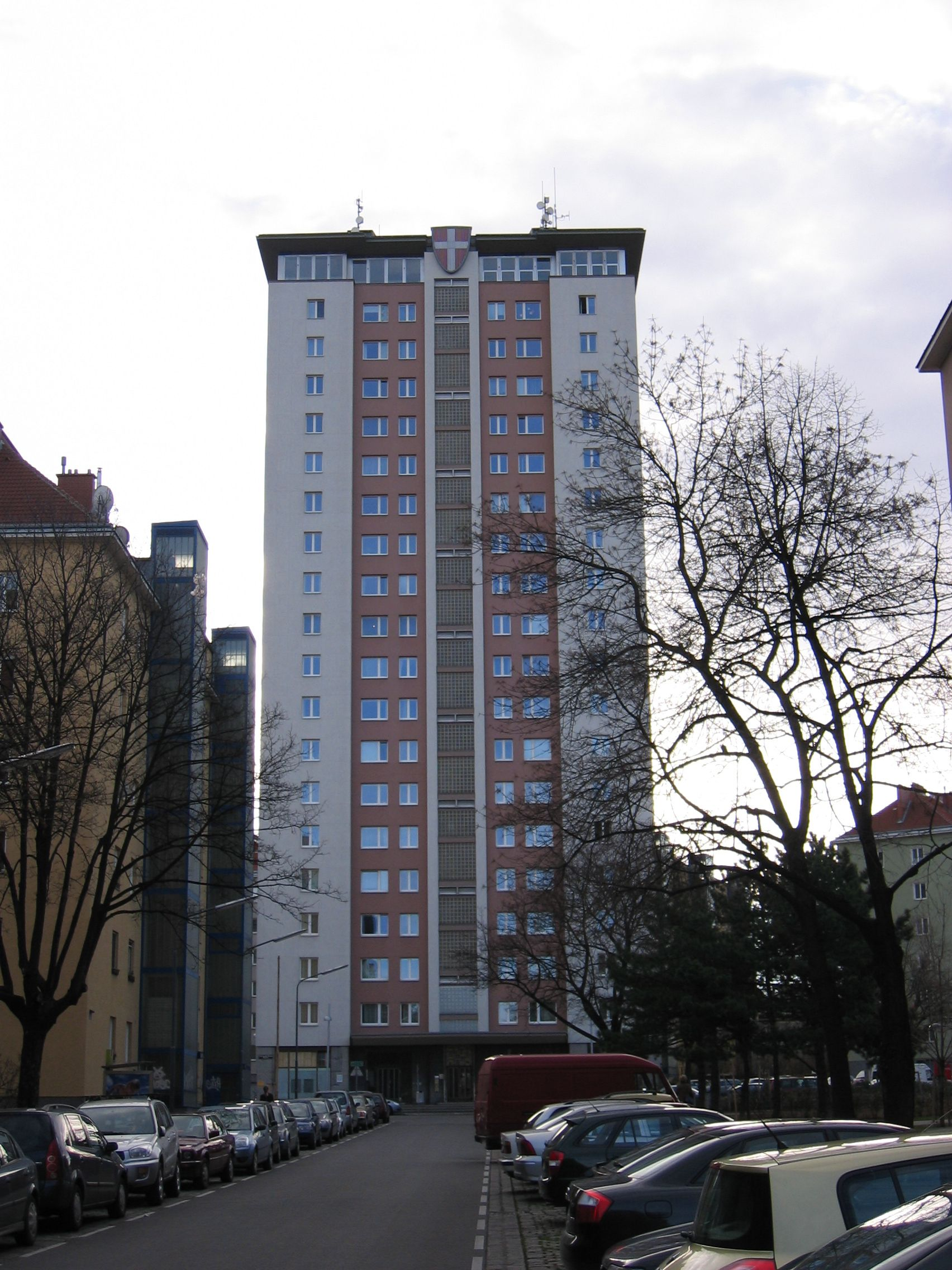

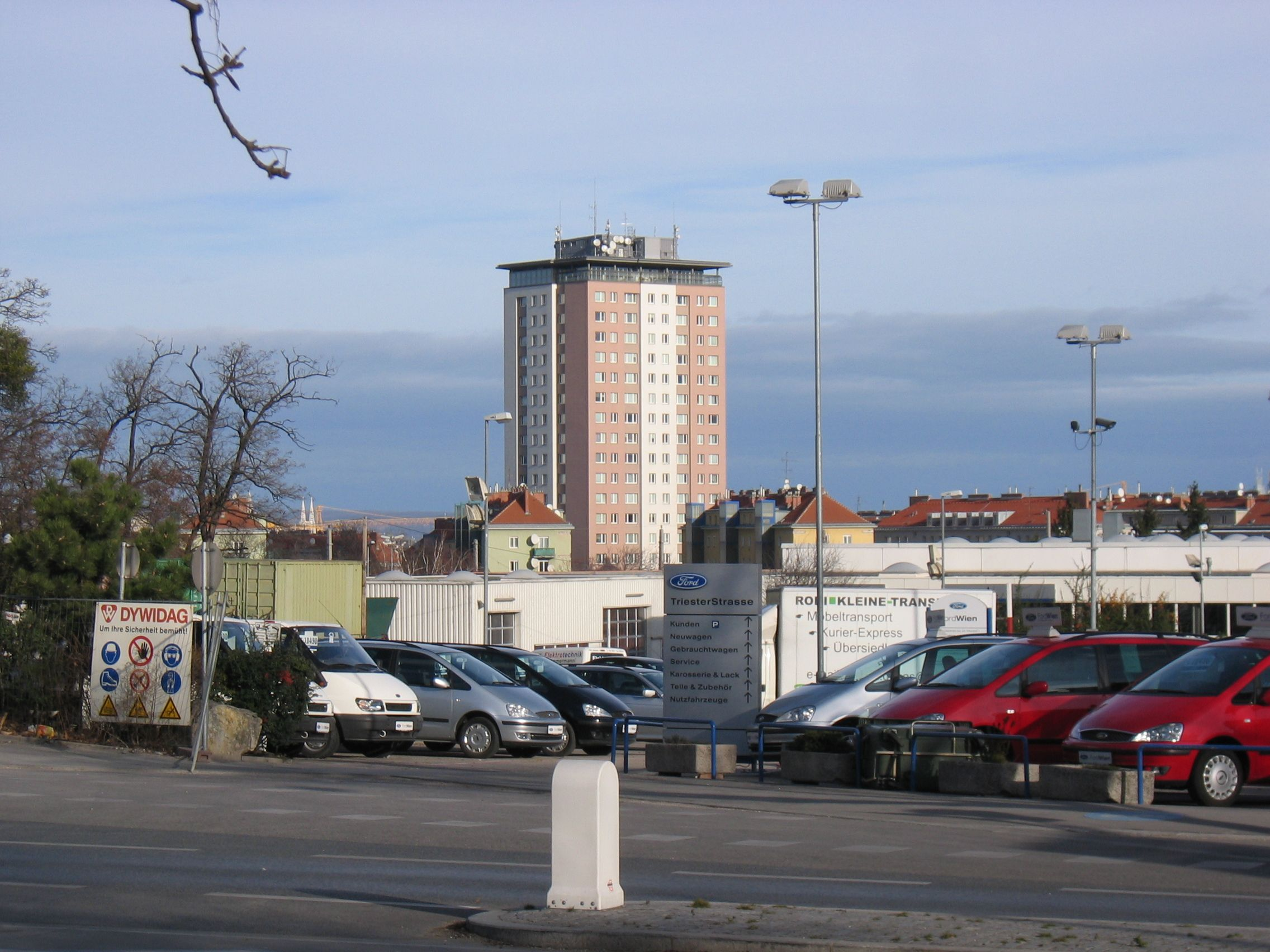

Le Matzleinsdorfer Hochhaus est un bâtiment de la ville de Vienne, en Autriche. Il est situé sur la Matzleinsdorfer Platz, dans le district de Margareten. 
Il fut conçu par les architectes Ladislaus Hruska et Kurt Schlauß et fut construit de 1954 à 1957. Le bâtiment était le plus haut de Vienne au moment de sa construction. 
Il comporte 103 logements sur 20 étages et s'élève à 68 m de hauteur. Il est long de 26,7 m et large de 20,6 m. 